# Warren Smith
Warren Smith född 7 februari 1932, död 30 januari 1980, var en rockabillymusiker från USA. Han är känd med låtar som bland annat Rock & Roll Ruby och Ubangi Stomp.

## Diskografi

### Album
| År   | Album                                        | Skivbolag    |
| ---- | -------------------------------------------- | ------------ |
| 1961 | The First Country Collection of Warren Smith | Liberty      |
| 1978 | The Legendary Warren Smith                   | Lake Country |
| 1980 | Memorial Album                               | Big Beat     |
| 1981 | The Last Detail                              | Charly       |

### Singlar
| År   | Singel                                    | Listplacering | Listplacering |
| År   | Singel                                    | US Country    | US            |
| ---- | ----------------------------------------- | ------------- | ------------- |
| 1956 | "Rock 'n' Roll Baby"                      | —             | —             |
| 1956 | "Ubangi Stomp"                            | —             | —             |
| 1957 | "So Long I'm Gone"                        | —             | 72            |
| 1958 | "Got Love If You Want It"                 | —             | —             |
| 1959 | "Sweet Sweet Girl"                        | —             | —             |
| 1960 | "I Don't Believe I'll Fall in Love Today" | 5             | —             |
| 1961 | "Odds and Ends (Bits and Pieces)"         | 7             | —             |
| 1961 | "Why Baby Why" (with Shirley Collie)      | 23            | —             |
| 1961 | "Why I'm Walking" (with Shirley Collie)   | —             | —             |
| 1961 | "Call of the Wild"                        | 26            | —             |
| 1962 | "Five Minutes of the Latest Blues"        | —             | —             |
| 1962 | "Book of Broken Hearts"                   | —             | —             |
| 1963 | "That's Why I Sing in a Honky Tonk"       | 25            | —             |
| 1964 | "Big City Ways"                           | 41            | —             |
| 1964 | "Blue Smoke"                              | 41            | —             |
| 1966 | "Future X"                                | —             | —             |
| 1968 | "When the Heartaches Get to Me"           | —             | —             |
| 1972 | "Make It on Your Own"                     | —             | —             |
| 1972 | "I Don't Believe"                         | —             | —             |
| 1973 | "A Woman's Never Gone"                    | —             | —             |